# Transportes Manuel Pedrosa Sénior
A Transportes Manuel Pedrosa Sénior é uma experiente empresa de transportes e acarreta um vasto número de serviços.

## História
A empresa Transportes Manuel Pedrosa Sénior foi criada na primeira metade da década de 40, em Asseiceira Pequena, concelho de Mafra.
Nos anos 50, a empresa já disponha de um grande leque de infra-estruturas para prestar um serviço de qualidade aos seus clientes. Em 1970, foi pioneira a fornecer fretes em veículos articulados de grandes pesos e dimensões, definindo assim o conceito de serviço completo em transportes especializados (nomeadamente de objectos indivisíveis). Nos anos 80, com o alargamento das fronteiras a empresa passou a operar em toda a Europa. Em 1994, o seu património foi enriquecido com novas instalações em Castanheira do Ribatejo, vocacionadas para a logistica e parqueamento de mercadorias (Transportes, 2009).

## Números
A empresa Transportes Manuel Pedrosa Sénior dispõe na sua frota cerca de 50 camiões (Rotas, 2007). E conta actualmente com cerca de 70 colaboradores.

## Localização
Situa-se na freguesia de Castanheira do Ribatejo, concelho de Vila Franca de Xira, distrito de Lisboa (Portugal).